# Mecometopus macilentus
Mecometopus macilentus là một loài bọ cánh cứng trong họ Cerambycidae.